# Jeri-Show
Jeri-Show was een professioneel worsteltag-team dat actief was in de World Wrestling Entertainment. Het team bestond uit Chris Jericho en Big Show.

## In worstelen
- Afwerking bewegingen
  - Big Show
    - Chokeslam
    - Cobra clutch backbreaker
    - Colossal Clutch
    - K.O Punch
    - Showstopper

  - Chris Jericho
    - Breakdown
    - Codebreaker
    - Lionsault
    - Liontamer
    - Walls of Jericho

- - Dubbele team bewegingen
    - House of Pain (Walls of Jericho / Colossal Clutch combinatie)

## Kampioenschappen en prestaties
- World Wrestling Entertainment
  - Unified WWE Tag Team Championship
    - WWE Tag Team Championship (1 keer)
    - World Tag Team Championship (1 keer)